# 오코에 루이
오코에 루이（オコエ 瑠偉,オコエ るい、1997년 7월 21일~) 은 일본 프로야구 요미우리 자이언츠 소속의 외야수이다. 도쿄도 히가시무라야마시 출신이며 나이지리아 출신 아버지와 일본 출신 어머니 사이에서 태어났다.